# Судеви
Суде́ви (IAST: Sudevī) — восьмая из восьми главных гопи, известных как ашта-сакхи, в традиции поклонения Радхе и Кришне в гаудия-вайшнавизме, сестра-близняшка Рангадеви.
Описывается, что она настолько похожа на Радху, что многие принимают их за сестёр. У Судеви золотистая кожа и она носит одежды по цвету напоминающие коралл. Она постоянно находится рядом с Радхой, причёсывая и украшая её, делая ей массаж с разного рода маслами. Она искусна в дрессировке попугаев, может читать и толковать различные знаки и приметы, занимается садоводством и украшением и декорацией мест встреч Радхи и Кришны. Из музыкальных инструментов Судеви предпочитает караталы. Говорится, что Судеви родилась в деревне Баджхера в районе Вриндаваны. Её отца зовут Рангасара, а мать Каруна-деви. Судеви замужем за Вакрекшаной — младшим братом Бхайравы. Их свадьбу устроил младший брат Вакрекшаны.